# قائمة ألعاب أمايز إنترتيمنت
ألعاب تم تطويرها أو نشرها بواسطة شركة «أمايز إنترتيمنت» 
- حرب النجوم (فيلم)
- سيد الخواتم
- هاري بوتر
- سجلات نارنيا
- شريك (فيلم)
- الرجل العنكبوت
- لموني سنيكت سلسلة أحداث سيئة
- أوفر ذا هدج
- بيرتز أوف ذا كاريبين
- إيراغون
- مونسترز فيرسز ألينز (لعبة فيديو)
- سبايرو (سلسلة)
- كراش اوف ذا تيتانز
- كول أوف ديوتي (سلسلة)
- ذا سيمز (سلسلة)
- سبور
- بيونيكل
- أبطال الديجيتال
- ساموراي جاك
- دبليو دبليو إي سماكداون ضد رو 2008
- أنجري بيردز